# Автоцементовоз

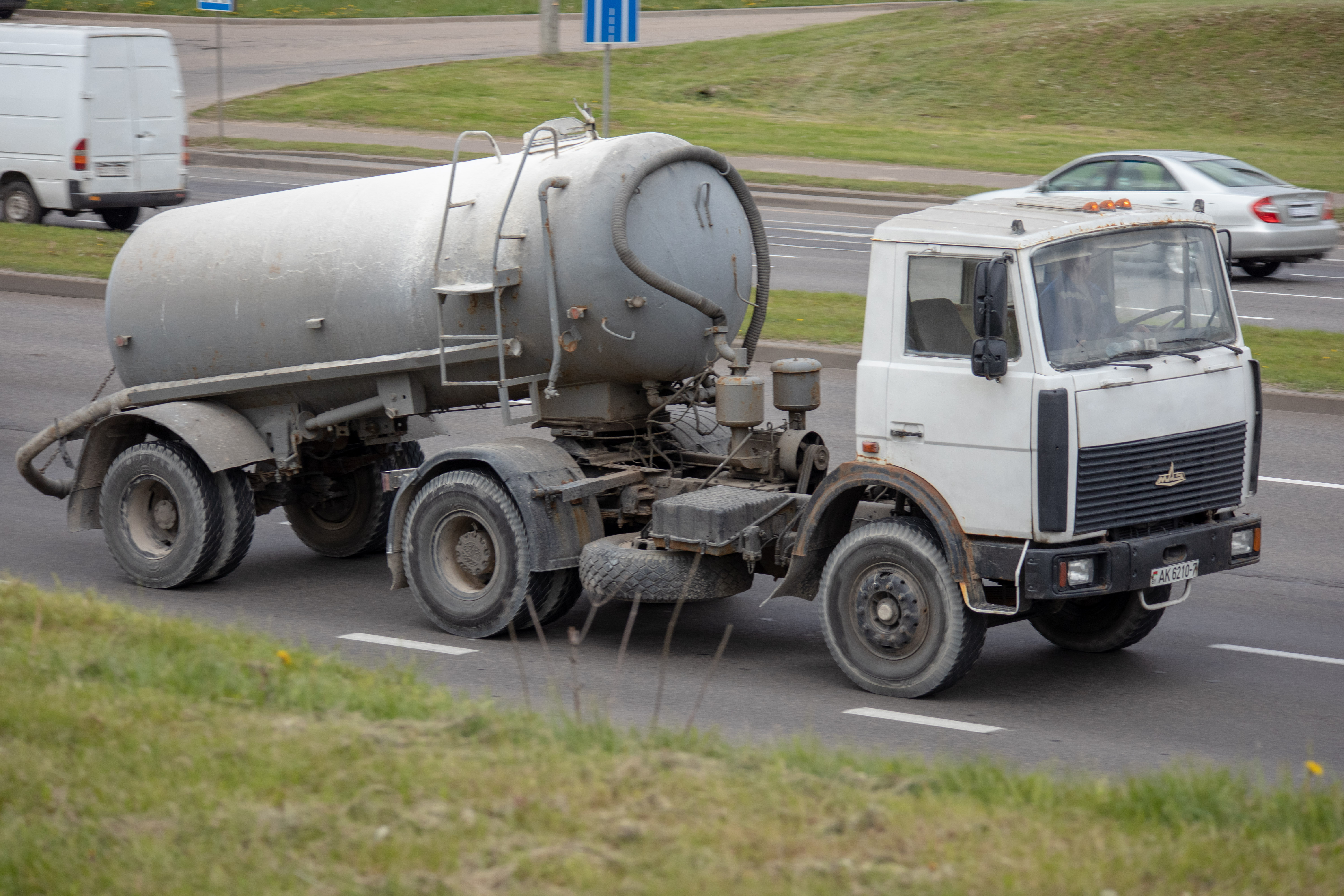
Автоцементовоз на шасси МАЗ-5433

Автоцементовоз (растворовоз) — машина для перевозки цемента на небольшие расстояния и средние (до 300 км).

## Классификация
Автоцементовозы классифицируют по следующим характеристикам.
- По виду перевозимого сырья:
  - Растворовоз;
  - Цементовоз;
- По грузоподъёмности:
  - лёгкие (от 30 до 70 кН);
  - средние (от 70 до 120 кН);
  - тяжёлые (свыше 120 кН).
- По способу загрузки:
  - самозагружающиеся;
  - несамозагружающиеся.

## Конструкция
Автоцементовоз представляет собой специальную цистерну, установленную под углом 6-9° на автомобиль-тягач.
На цементовозы устанавливают компрессоры, которые при выгрузке подают воздух в раствор для увеличения текучести и облегчения выгрузки (используется свойство псевдоожижения). При загрузке компрессоры работают в качестве вакуум-насоса.
Во избежание расслаивания раствора во время транспортировки (из-за действия вибрации), внутри цистерн устанавливают лопастные побудители, которые перемешивают раствор.